# Frederiksværk
Frederiksværk és una ciutat al nord de l'illa de Selandia (Dinamarca) de 12.549 habitants el 2019. És la capital i major localitat del Municipi de Halsnæs, a la part nord-occidental de la Regió Capital. Està situada entre el llac Arreso i el fiord de Roskilde.
Fundada al segle xviii, Frederiksværk ha tingut sempre una vocació industrial, primer basada en la fabricació d'armes per a l'Estat i des del segle XX a la siderúrgia.

## Història

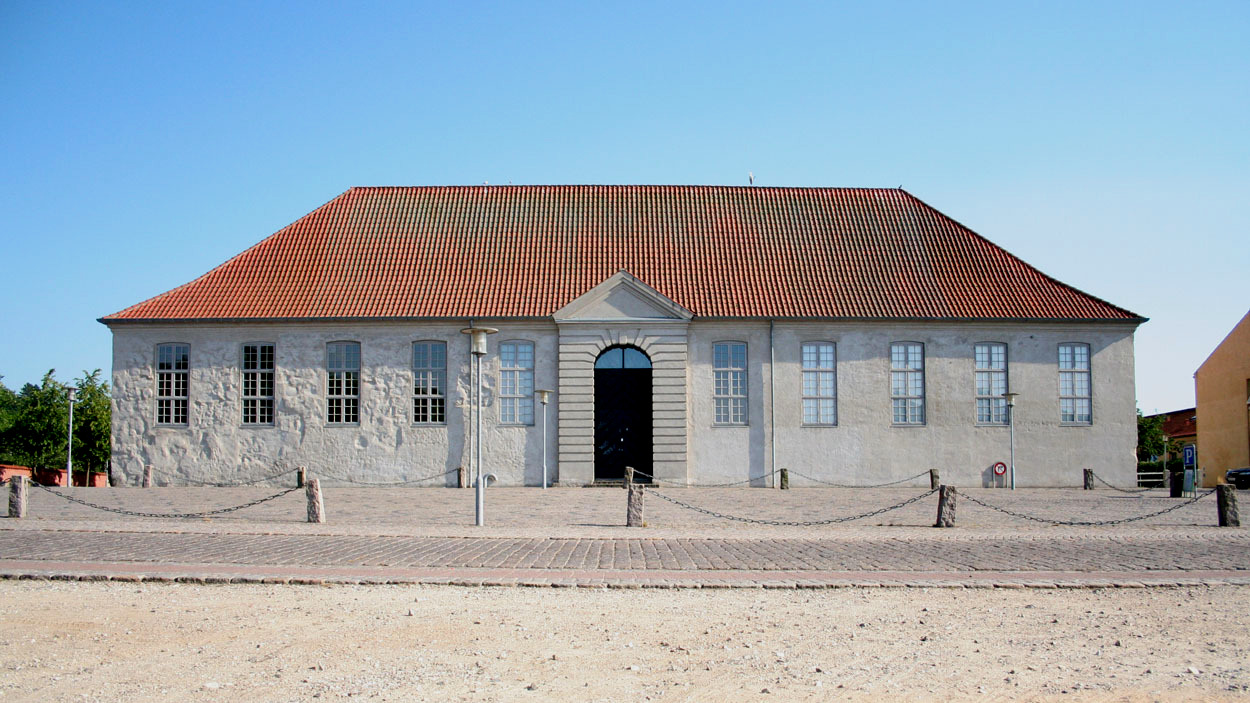
L'antiga foneria de canons.

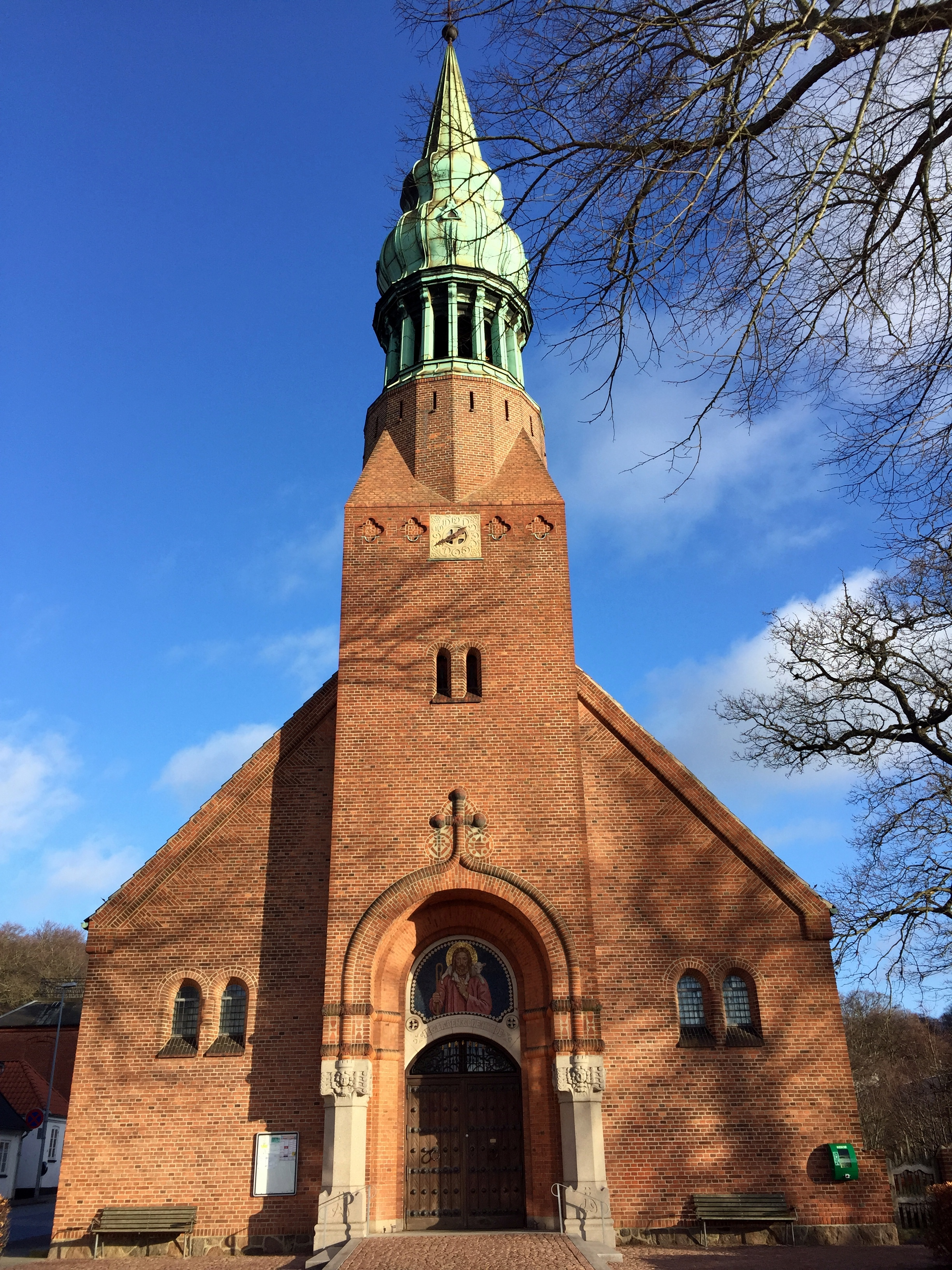
L'església de Federiksværk.

L'àrea que avui ocupa la ciutat estava deshabitada a principis de el segle xviii. Entre el 1719 i 1720 el rei Frederic IV va ordenar construir un canal entre el llac Arresø i el fiord de Roskilde per tal d'utilitzar l'energia hidràulica per fins industrials. En 1751 el francès Étienne Jandin de Peyrembert va establir en el lloc una fàbrica de canons, que tancaria pocs anys després. Les instal·lacions de la fàbrica van ser utilitzades per Just Fabritius -membre del consell d'estat de Frederic V - i Johan Frederik Classen -conseller de la cancillería- per usar-la com a fàbrica proveïdora d'armes a l'Estat. La nova fàbrica comptava amb una fonedora de canons, molí de pólvora i elaboració d'altres materials bèl·lics. Des del 1756 la fàbrica fou coneguda com a Friderichs-Wærck (Fàbrica de Frederic) en honor de Frederic V i el nom es va estendre a la localitat que va sorgir al voltant de les instal·lacions fabrils.
La fàbrica de Federiksværk aviat es va estendre i es va convertir en un gran complex industrial, un dels més grans de Dinamarca. La fàbrica va quedar en mans del príncep Carles d'Hesse el 1792, de Frederic VI i la seva família en 1804 i de l'Estat en 1846. El 1858 l'Estat va vendre les instal·lacions, a excepció de la fàbrica de pólvora, a l'empresari industrial Anker Heegaard.
La família Heegaard va construir el port de Frederiksværk el 1862, el que va significar un impuls per a la localitat, amb al fet que aquesta havia rebut certs privilegis comercials a 1850. Amb el port va iniciar la comunicació amb Copenhaguen per mitjà de vaixells de vapor. El 1891 es va estendre el port i en 1897 es va inaugurar la connexió per ferrocarril amb Hillerød. La segona meitat de segle xix va estar marcada per la fosa d'acer i la producció de làmines de coure, maquinària i pólvora. El 1901 Frederiksværk va rebre privilegis de ciutat comercial (købstad).
El detonant del creixement de la ciutat va succeir entre les dècades de 1940 i 1970, gràcies a l'establiment d'una important fàbrica d'acer el 1942, que va multiplicar per deu els llocs de treball en la indústria. Van aparèixer edificis de departaments i van arribar migrants estrangers en la dècada de 1960. Al mateix temps, la regió circumdant va començar a experimentar un auge en el turisme estiuenc.
Mentre la majoria de les ciutats daneses van començar a canviar cap al sector de serveis des de l'últim quart del segle xx, Frederiksværk ha continuat amb la seva vocació industrial. Aquesta dependència va fer que la crisi dels anys 1970 l'afectés durament, produint un alt índex d'atur i un estancament demogràfic. Des de la dècada de 1990 una part de la població treballa en altres localitats.